# 帕洛-德尔科莱
帕洛-德尔科莱（義大利語：Palo del Colle），是意大利普利亚大区巴里廣域市的一个市镇。总面积79平方公里，人口21703人，人口密度274.7人/平方公里（2009年）。ISTAT代码为072033。